# 吏曹
吏曹（イジョ）は、朝鮮において、高麗末から李氏朝鮮にかけて置かれた行政機関。任官や人事考課など行った。正二品衙門。六曹の一つ。1392年（太祖元年）に設置され、1894年（高宗31年）の甲午改革で内務衙門に改称された。

## 概要
吏曹の官吏は人事権を握っていたので「天官」と呼ばれ、兵曹と併せて「両銓」とも呼ばれた。1389年（恭譲王元年）、李成桂派によって六曹の機構が作られたのがその始まりだが、李朝初期は人事業務ではなく、他官庁の実務に携わっていた。1405年（太宗5年）、六曹の機能を強化するため、吏曹にはそれまで尚瑞司が担っていた人事権が移行され、この時点で文官の人事権を掌握した。更に1414年には、武官・女官の人事権も与えられたことで、吏曹は完全に宮中の人事権を掌握した。
職掌は、銓選、勲封、封爵、禄牌、録案、賜牌、告身、郷吏の派遣などであった。銓選は特進や兼帯させたり、告身は官職を剥奪したりすることができた。

## 構成
| 官位       | 官職 | 定数 | 備考 |
| ---------- | ---- | ---- | ---- |
| 正二品     | 判書 | 1人  |      |
| 従二品     | 参判 | 1人  |      |
| 正三品堂上 | 参議 | 1人  |      |
| 正五品     | 正郎 | 3人  |      |
| 正六品     | 佐郎 | 3人  |      |

- 假郎聴1人、録事1人、書吏25人、書写1人、庫直1人、政庁直2人、文書直1人、使令21人、軍士2人